# Mikaël Chérel
Mikaël Chérel (* 17. März 1986 in Saint-Hilaire-du-Harcouët) ist ein ehemaliger französischer Radrennfahrer.

## Sportliche Laufbahn
Mikaël Chérel wurde 2003 in Cusset französischer Meister im Straßenrennen der Junioren. Im nächsten Jahr gewann er die Gesamtwertung der Trophée Centre Morbihan.
Im Erwachsenenbereich fuhr Chérel Ende der Saison 2006 für das französische ProTeam La Française des Jeux, zunächst als Stagiaire und ab Juli 2007 mit einem regulären Vertrag. Für diese Mannschaft beendete er mit der Vuelta a España 2009 als 25. seine erste Grand Tour, nachdem er den Giro d’Italia 2008 noch aufgeben musste.
2011 wechselte Chérel zu UCI WorldTeam Ag2r La Mondiale, bei dem er dreizehn Jahre unter Vertrag blieb. In seinem Team war er vorrangig als Helfer unter anderem für Romain Bardet eingesetzt, eigene zählbare Erfolge blieben ihm verwehrt. Auf der dritten Etappe der Tour de Romandie 2011 verpasste er als Zweiter nur knapp einen Sieg auf der UCI WorldTour, gleichbedeutend mit der besten Platzierung seiner Karriere. Bei insgesamt 19 Teilnahmen an einer Grand Tour erzielte er mit dem 18. Platz bei der Tour de France 2015 das beste Ergebnis in der Gesamtwertung sowie im selben Jahr als Vierter der 14. Etappe bei der Vuelta a España seine beste Tagesplatzierung.
Nach der Saison 2023 beendete Chérel im Alter von 37 Jahren seine Karriere als Radrennfahrer, sein letztes Rennen war die Vuelta a España 2023.

## Erfolge
2003
- Französischer Meister – Straßenrennen (Junioren)

2004
- Gesamtwertung Trophée Centre Morbihan
- eine Etappe Ronde des Vallées

## Grand-Tour-Platzierungen
| Grand Tour            | 2008 | 2009 | 2010 | 2011 | 2012 | 2013 | 2014 | 2015 | 2016 | 2017 | 2018 | 2019 | 2020 | 2021 | 2022 | 2023 |
| --------------------- | ---- | ---- | ---- | ---- | ---- | ---- | ---- | ---- | ---- | ---- | ---- | ---- | ---- | ---- | ---- | ---- |
| Giro d’ItaliaGiro     | DNF  | –    | –    | 61   | –    | –    | –    | –    | –    | –    | DNF  | –    | –    | –    | 23   | DNF  |
| Tour de FranceTour    | –    | –    | –    | –    | 62   | 56   | 59   | 18   | 57   | –    | –    | 34   | 26   | –    | DNF  | –    |
| Vuelta a EspañaVuelta | –    | 25   | 60   | –    | –    | –    | –    | 51   | –    | –    | 97   | –    | –    | 45   | –    | 56   |